# Чемодурово (Брянская область)
Чемодурово — деревня в Брянском районе Брянской области, в составе Чернетовского сельского поселения. Расположена в 2,5 км к юго-западу от села Госома. Постоянное население с 1999 года отсутствует.

## История
Впервые упоминается в начале XVII века как фамильное владение дворян Чемодуровых, за которыми сохранялось до середины XIX века. Кроме них, в XVII веке здесь имели владения Сумароцкие, с XVIII века — Подлиневы, Бахтины и другие. Состояла в приходе села Страшевичи.
В XVII—XVIII вв. входила в состав Подгородного стана Брянского уезда; с 1861 по 1924 год в Госамской волости Брянского (с 1921 — Бежицкого) уезда, в 1924—1929 гг. в Овстугской волости.
С 1929 года в Брянском районе (в 1939—1957 гг. входила в Жирятинский район). До 1954 года — в Госомском сельсовете; в 1954—1960 в Страшевичском, позднее в Чернетовском сельсовете.